# Barticeja
Barticeja là một chi bướm đêm thuộc họ Gelechiidae.